# 1891 ve fotografii
Tento článek obsahuje významné fotografické události v roce 1891.

## Události
- Jubilejní zemská výstava v Praze 1891
- Andresen zavedl do praxe paraaminofenol (dnes známý jako rodinal).
- Thomas Edison patentoval kinetoskop, vznikly první pohyblivé obrázky.
- Samuel N. Turner umožnil zakládat filmy na světle; film opatřil ochranným papírem.[1]
- Louis Ducos du Hauron patentoval princip anaglyfických brýlí.[2]
- Byl uveden první fotografický přístroj s výměnnými objektivy.
- Časopis L'Illustration se stal prvním francouzským magazínem, který publikoval černobílou fotografii.[3]
- 13. září byla založena Oděská fotografická společnost
- Byl založen Rouen Photo Club v Rouenu, kterému předsedal Henri Gadeau de Kerville.

## Narození v roce 1891
- 4. ledna – Gunnar Lönnqvist, finský fotograf († 26. prosince 1978)
- 17. ledna – Fred Erismann, švýcarský divadelní a portrétní fotograf († 8. července 1979)
- 8. února – Elise Forrestová Harlestonová, americká černošská fotografka (†  1970)
- 28. února – Yvette Borup Andrewsová, americká objevitelka, spisovatelka, fotografka a umělkyně († 12. dubna 1959)
- 2. dubna – Walter Mittelholzer († 9. května 1937)
- 22. dubna – Laura Gilpinová, americká fotografka (* 30. listopadu 1979)
- 19. června – John Heartfield, německý umělec zabývající se fotomontáží a politickou satirou († 26. dubna 1968)
- 5. listopadu – Martín Chambi, peruánský fotograf († 13. září 1973)
- 5. prosince – Alexandr Rodčenko, sovětský fotograf a výtvarník († 3. prosince 1956)
- 8. prosince – Alexander Wienerberger, rakouský chemik aktivní v SSSR. V Charkově fotografoval hladomor 1932–1933 († 5. ledna 1955)
- ? – Geššú Ogawa, japonský fotograf († 1967)
- ? – Marcel·lí Gausachs, katalánský fotograf ze severovýchodu Španělska († 23. prosince 1931)
- ? – Constantin Grünberg, finský fotograf narozený v Petrohradu, fotografoval umělecká díla a život v Helsinkách (14. května 1891 – 16. října 1973)
- ? – Elsa Garmann Andersenová, norská amatérská fotografka aktivní v Bergenském fotografickém klubu na konci 20. let 20. století, krajina, portrét, architektura, pouliční fotografie a zátiší (21. listopadu 1891 – 12. září 1964)

## Úmrtí v roce 1891
- 2. ledna – Louis-Jean Delton, francouzský důstojník fotograf koní (* 20. dubna 1807)
- 10. dubna – John Adams Whipple, americký fotograf a vynálezce (* 10. září 1822)
- 17. května – Josef Woldan, český fotograf (* 21. listopadu 1834)
- 3. června – Friedrich Brandt, německý fotograf (* 1. července 1823)
- 16. července – Ferdinand Mulnier, francouzský fotograf (* 17. února 1817)
- 6. září – Elise Arnbergová švédská fotografka a malířka, známá svými miniaturními obrazy s portréty, pracovala s akvarelem, kvašem a křídou (* 11. listopadu 1826)
- 10. září – Ernest Eugène Appert, francouzský fotograf (* 30. března 1830)
- 15. října – Wilhelm Horn, český malíř a fotograf (* 10. dubna 1809)
- 25. listopadu – William Notman, kanadský fotograf (* 8. března 1826)
- 21. prosince – Georg Emil Hansen, dánský fotograf (* 12. května 1833)
- ? – Carl Christian Hansen, dánský fotograf a průkopník fotografie (* 19. prosince 1809)
- ? – John Papillon, britský fotograf (* 1838)
- ? – Jules Richard, francouzský fotograf (* 1816)
- ? – Edmund David Lyon, britský fotograf a sloužil v britské armádě. Fotografoval na více než 100 archeologických nalezištích v Indii. (1825–1891)